# Sidi Ali El Gorjani
Sidi (en) Ali El Gorjani (arabe : سيدي علي القرجاني), de son vrai nom Abou Hassan Ali El Gorjani (arabe : أبو الحسن علي القرجاني), mort en 1282, est un saint tunisien et auteur de l'ouvrage El Manakab.
Disciple d'Abou Hassan al-Chadhili, il est enterré dans un cimetière portant son nom, au sud de la médina de Tunis, près d'une porte portant aussi son nom. Ce cimetière est devenu de nos jours le jardin public d'El Gorjani.